# Iglesia evangélica presbiteriana de Egipto
La Iglesia Evangélica Presbiteriana de Egipto, oficialmente "Iglesia Evangélica Presbiteriana de Egipto Sínodo del Nilo" (en árabe Kanisat El-Injiliyah, Iglesia Evangélica), es una iglesia protestante de tendencia calvinista reformada que comenzó su labor evangelizadora entre los musulmanes y los cristianos coptos de Egipto como una misión de la Iglesia Presbiteriana Unida de América del Norte en la última mitad del siglo XIX. Es conocida también como Iglesia Evangélica Copta, dado que la gran mayoría de su feligresía formaba parte anteriormente de la Iglesia Copta. Sin embargo, no existen similitudes confesionales, doctrinales o teológicas entre estas Iglesias.
La Iglesia Evangélica Presbiteriana de Egipto es miembro de la Alianza Reformada Mundial de Iglesias y de la rama de Oriente Medio del Consejo Mundial de Iglesias desde 1963.

## Historia
En 1854 llegaron los primeros misioneros presbiterianos americanos a Egipto, y en 1864 las autoridades otomanas permitieron la fundación del Seminario Teológico Evangélico de El Cairo, en lo que puede ser considerada como la fecha de establecimiento de la Iglesia Evangélica Presbiteriana de Egipto. En 1878, el jedive Tewfik Pachá reconoció oficialmente a la comunidad protestante de Egipto como una secta (tai'fa) cristiana diferenciada de coptos, ortodoxos y católicos, lo que les permitió configurar regulaciones específicamente protestantes en materias de estatus personal, como los ritos de matrimonio o defunción. Inicialmente, los misioneros evangélicos presbiterianos fundaron escuelas después construir los edificios y las instalaciones de culto con el permiso de las autoridades musulmanas egipcias. Miembros de la Iglesia Evangélica Copta se encuentran entre los principales cofundadores de las dos principales instituciones académicas de Egipto: la Universidad de El Cairo pública (con su primitivo nombre Universidad Egipcia) en 1908 y la  Universidad americana de El Cairo privada en 1919.[cita requerida]
La Iglesia Evangélica Copta se convirtió en autónoma en 1926 y oficialmente independiente en 1958. Bajo el mandato de Nasser, presidente de la República Árabe Unida, muchas escuelas parroquiales fueron nacionalizadas y se confiscaron gran cantidad de propiedades de la Iglesia Evangélica.

### La Iglesia en la actualidad (2007)
El Reverendo Emile Zaki es pastor en un barrio obrero de El Cairo de la Iglesia Evangélica Presbiteriana de Egipto, también conocida como "Sínodo del Nilo", así como su Secretario General. Desde el punto de vista organizativo el Sínodo tiene diez consejos que se encargan de las diferentes actividades de la iglesia; una de las principales es la de estimular la tolerancia religiosa, el diálogo entre cristianos y musulmanes y el ecumenismo entre las iglesias protestantes de Egipto y con la Iglesia ortodoxa copta.
La Iglesia Evangélica Presbiteriana de Egipto Sínodo del Nilo es la denominación protestante más antigua de Egipto y la más grande: cuenta con 8 presbiterios, de Alejandría en el norte a Asuán en el sur, supervisados todos ellos por el Sínodo de Egipto, la más alta autoridad de la Iglesia Presbiteriana en Egipto.
Su idioma oficial es el árabe, idioma en el que edita la publicación periódica al-Huda (La Guía) desde 1910. Sus congregaciones están repartidas por todo el mundo, sobre todo en Estados Unidos de América, Canadá y otros países de Oriente Medio.
La Iglesia Evangélica Presbiteriana de Egipto ayuda al desarrollo de los más pobres con servicios sociales en centros para jóvenes en Alejandría, Puerto Saíd y otros lugares de Egipto, con agencias de empleo, Seminario Teológico Evangélico de El Cairo, que forma a sus propios prelados para Oriente Medio y África. Un activo importante es la Coptic Evangelical Organization for Social Services (CEOSS), la Organización Evangélica Presbiteriana de Egipto para los Servicios Sociales, que promueve la instrucción personal de hombres y mujeres y el desarrollo de las zonas rurales más depauperadas de Egipto, creada por el que fue Secretario General del Sínodo del Nilo en 1974, el Reverendo Dr. Samuel Habib.